# Cirsium modestum
Cirsium modestum là một loài thực vật có hoa trong họ Cúc. Loài này được (Osterh.) Petr. mô tả khoa học đầu tiên năm 1917.